# アンカラ (小惑星)

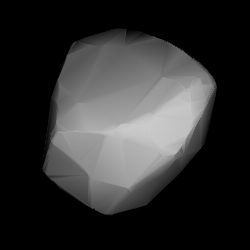
光学曲線からモデル化した形態

アンカラ(1457 Ankara)は、小惑星帯中央部にある岩石質の小惑星で、直径は約18kmである。1937年8月3日に、ドイツ南西部のケーニッヒシュトゥール天文台で、ドイツの天文学者カール・ラインムートが発見し、後にトルコの首都アンカラに因んで命名された。

## 軌道と分類
アンカラは、小惑星帯中央部、太陽から2.3-3.1天文単位の軌道を4年5か月(1618日)かけて公転している。軌道離心率は0.15、黄道に対する軌道傾斜角は6°である。1933 SAとして1933年にベルギー王立天文台で初めて観測され、ハイデルベルクでの発見よりも、w:Observation arcが4年間遡って延長された。

## 物理的性質

### 自転周期
アンカラの光学曲線は、2004年9月にフランスのアマチュア天文学者ルネ・ロイによる測光観測から得られた。光学曲線の分析により、自転周期は31.8時間で、光度の振れ幅は0.21等級であることが明らかとなった。自転速度は、多くの小惑星は自転周期が20時間以内であり、これらとと比べると遅い。

### 直径とアルベド
あかりや広視野赤外線探査機(WISE)及びこの後継のNEOWISEによる探査により、直径は17.834km及び19.82km、表面のアルベドは0.258及び0.320と測定された。
Collaborative Asteroid Lightcurve Linkは、軌道長半径が2.6-2.7天文単位の小惑星族に属さない全ての小惑星に対して、S型小惑星(0.20)とC型小惑星(0.057)の間の値である0.1という低めのアルベドを仮定しており、絶対等級10.8を元に直径を29.08kmと大きめに計算している。天体の直径とアルベドは、互いに反比例の関係にあるためである。

## 命名
トルコの首都アンカラに因んで命名された。公式には、ユダヤ人の祖父を持つために1933年にナチス・ドイツのヴロツワフ天文台を解雇された後、トルコに移住したドイツ人の太陽天文学者ヴォルフガング・グライスバーグにより提案され、1955年のポール・ハーゲットの著作The Names of the Minor Planetsの中で初めて言及された。